# Laurent Cadu
Laurent Cadu, né le 27 août 1966 à Bressuire (Deux-Sèvres), est un footballeur français reconverti entraîneur.

## Biographie
Comme joueur, Laurent Cadu joue avec les Chamois niortais (1985-1991) et le Thouars Foot 79 (1991-2000). En 2000, il devient entraîneur de l'équipe réserve et responsable du centre de formation des Chamois niortais. Appelé par Joël Coué lui demandant de revenir au club. En mars 2002, après deux sessions de stage et une semaine d'examens, il est admis au certificat de formateur de football (CFF). Son meilleur souvenir est la qualification en Coupe Gambardella contre l'Olympique de Marseille devant plus de 5 000 personnes. Il reste onze saisons à ce poste.
En mai 2011, arrivé en fin de contrat, Laurent Cadu se vit proposer un contrat d'un an avec un salaire revu à la baisse. 
Cadu devient le nouveau directeur du centre de formation de La Berrichonne de Châteauroux. Il est présenté en salle de presse par le président Patrick Le Seyec en compagnie des membres de la commission du centre de formation, Thierry Schoen et Jean-Jacques Desrieux.
Au terme de sa première saison, Cadu prolonge de deux ans son contrat.